# Bucco noanamae
El buco de Noanamá, bobo de Noanamá  o chacurú barreado (Bucco noanamae) es una especie de ave galbuliforme de la familia Bucconidae endémica de Colombia.

## Hábitat
Vive en el bosque húmedo, bosque secundario y áreas adyacentes, por debajo de los 100 m de altitud, en la región del golfo de Urabá, el Atrato y el alto y medio San Juan. Está amenazado por destrucción de hábitat, debido a la expansión de las concesiones madereras, la ganadería y las plantaciones de banano y plama aceitera.

## Descripción
Mide aproximadamente 18 cm de longitud. Las partes superiores son de color castaño oscuro tiznado; tiene garganta blanca, una banda de negro ampliamente desplegada sobre el pecho; el vientre es blanco manchado y barreteado de negro.

## Alimentación
Se alimenta de insectos que captura en el follaje del sotobosque.